# Upsilon Andromedae b
Saffar, en ocasiones llamado Upsilon Andromedae Ab para distinguirlo de la estrella Upsilon Andromedae B, es un planeta extrasolar situado a unos 44 años luz de la Tierra, en la constelación de Andrómeda, aproximadamente a 10 grados de la galaxia de Andrómeda. El planeta requiere de casi cinco días para orbitar la estrella binaria compuesta por Titawin (una gemela solar) y Titawin B (una enana roja).
Descubierto en junio en 1996 por Geoffrey Marcy y R. Paul Butler, se convirtió en uno de los primeros jupíteres calientes hallados. Saffar es el planeta con órbita más próxima a su estrella en su sistema planetario, seguido por Samh y Majriti.

## Descubrimiento
Al igual que la mayoría de los planetas extrasolares conocidos, la existencia de Saffar quedó manifiesta debido a las variaciones en la velocidad radial de su estrella provocadas por la gravedad del planeta. Las variaciones se detectaron mediante un delicado análisis del efecto Doppler del espectro de Titawin. En enero de 1997 se anunció su descubrimiento, junto con el de Galileo y el planeta que orbita Tau Bootis.
Como Dimidio, el primer planeta extrasolar que se descubrió orbitando una estrella común, Saffar gira muy cerca de su estrella, incluso a una distancia mucho más próxima que Mercurio respecto de nuestro Sol. El planeta utiliza 4,617 días en completar su órbita y cuenta con un semieje mayor de 0,0595 ua (9 millones de kilómetros, equivalente a casi 100 veces menor que la distancia entre Júpiter y el Sol).
Una limitación inherente al método de velocidad radial empleado para detectar Saffar es que únicamente puede hallarse el límite inferior de la masa planetaria; en el caso de Saffar, su límite inferior es del 68,7 % la masa de Júpiter, aunque la masa verdadera podría ser mucho mayor, dependiendo de la inclinación orbital. No obstante, los astrónomos descubrieron recientemente que la inclinación del plano orbital es de >30° y que la masa verdadera ronda entre 0,687 y 1,37 la masa de Júpiter. No se supone que exista coplanaridad, puesto que la inclinación mutua entre c y d es de 35 grados.

## Nombre propio
En julio de 2014 la Unión Astronómica Internacional puso en marcha el proyecto NameExoWorlds para dar nombres propios a ciertos exoplanetas y a sus estrellas anfitrionas. El proceso implicó la nominación pública y votar por los nuevos nombres. En diciembre de 2015, la UAI anunció que el nombre ganador para este planeta era «Saffar». El nombre ganador fue presentado por el Club Astronómico Vega de Marruecos y honra al astrónomo del siglo XI Ibn al-Saffar de la España musulmana.

## Características
Dada su gran masa planetaria, es probable que Saffar (al igual que los otros dos planetas que conforman el sistema planetario) sea un gigante gaseoso sin superficie sólida, con un núcleo rocoso. Debido a que el planeta solo ha podido detectarse en forma indirecta, se desconocen características tales como su radio y composición.
El telescopio espacial Spitzer analizó la temperatura del planeta y encontró que la diferencia entre ambos hemisferios de Saffar es de unos 1400 grados Celsius, con variaciones de entre –20 a 230 grados y 1400 a 1650 grados Celsius. La diferencia en cuanto a temperatura ha llevado a especular que Saffar tiene su marea acoplada, con el mismo hemisferio siempre de cara a Titawin.

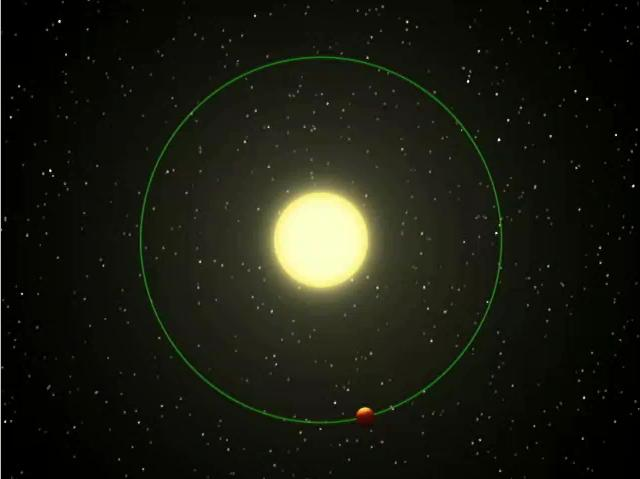
Órbita de ipsilon Andromedae b.

Trabajando sobre el supuesto de que el planeta es similar a Júpiter en cuanto a su composición y que su medio ambiente es cercano al equilibrio químico, el astrofísico David Sudarsky predijo que Saffar contaría con nubes de silicatos y hierro en la capa superior de su atmósfera. El techo de nubes absorbería la radiación solar; entre este y el gas caliente y a gran presión que rodea el manto, existe una estratosfera de gases con temperaturas más templadas. Se cree que la capa exterior de esa nube oscura, opaca y caliente estaría compuesta de óxido de titanio y vanadio (denominados "planetas pM"), aunque aún no pueden descartarse otros elementos como, por ejemplo, las tolinas.
Es poco probable que el planeta posea lunas de gran tamaño ya que las fuerzas de marea las expulsarían de su órbita o las destruirían en poco tiempo (tomando como escala comparativa la edad del sistema).
Planetpol considera que Saffar (al igual que Dimidio) es un firme candidato para el uso de imágenes directas.

## Efectos sobre su estrella
Aparentemente, Saffar sería responsable de un incremento en la actividad de la cromosfera en su estrella madre. Las observaciones indican que habría un "punto caliente" en el planeta a unos 169° sobre la base planetaria subyacente. Esto podría ser el resultado de la interacción de los campos magnéticos del planeta y de la estrella. El mecanismo podría ser similar al causante de la actividad de las estrellas variables RS Canum Venaticorum, o a la interacción existente entre Júpiter y su luna Ío.